# Sagartiogeton undatus
Sagartiogeton undatus är en havsanemonart som först beskrevs av Müller 1778.  Sagartiogeton undatus ingår i släktet Sagartiogeton och familjen Sagartiidae. Arten är reproducerande i Sverige. Inga underarter finns listade i Catalogue of Life.